# Шахи-Зинда

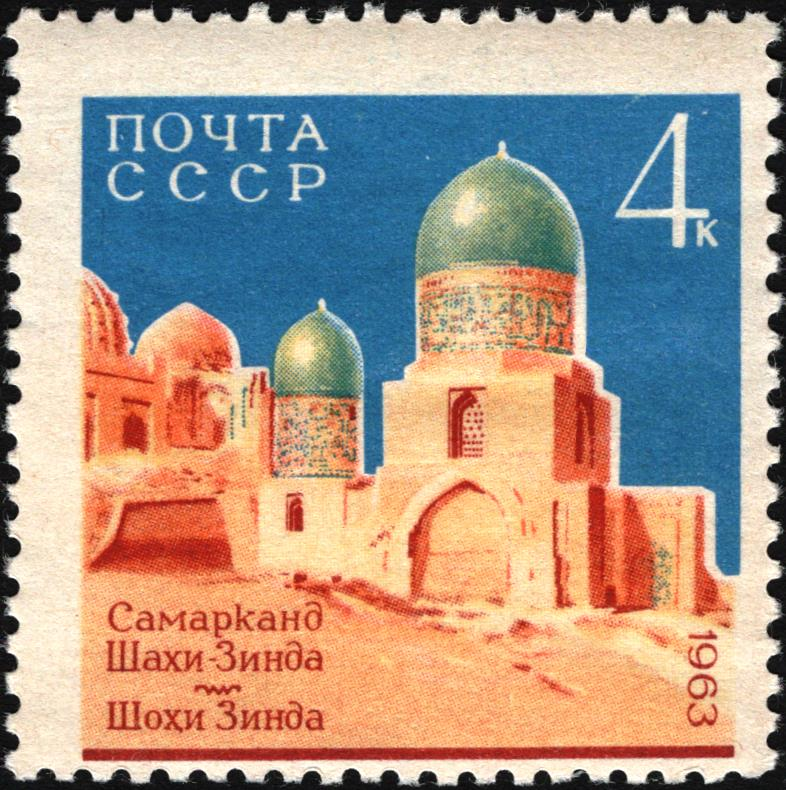
Мемориальный архитектурный ансамбль Шахи-Зинда. Почтовая марка СССР 1963 года

Шахи́-Зинда́ (узб. Shohizinda, перс. شاه زنده‎ — букв. «живой царь») — памятник средневековой архитектуры в Самарканде (Узбекистан), ансамбль мавзолеев Караханидской и Тимуридской знати. Дошедший до нас комплекс состоит из одиннадцати мавзолеев, последовательно пристраивавшихся друг к другу в течение XIV—XV веков. Тем не менее, в ходе раскопок на восточном склоне городища Афрасиаб были обнаружены остатки мавзолеев XI—XII веков. В 2001 году ансамбль мавзолеев Шахи-Зинда вместе с другими древними постройками Самарканда включён в Список Всемирного наследия ЮНЕСКО.

## История
Ансамбль Шахи-Зинда был основан тюркской династией Караханидов. Он формировался на протяжении 9 веков и включает более двадцати сооружений XI—XIV и XIX веков. До XVI века комплекс назывался «Мазар Шаха». Под шахом подразумевался Кусам ибн Аббас, двоюродный брат пророка Мухаммеда и первый проповедник ислама в Центральной Азии. С XVI века комплекс стал известен под названием Шох-и Зинда — «живой царь». 
Старейшие сооружения ансамбля, от которых сохранились только основания и надгробия, датируются эпохой тюркской династии Караханидов (XI—XII вв.). Подавляющее большинство построек относятся к эпохе Тимуридов (XIV—XV вв.), а перестройки XVI—XIX вв. практически не повлияли на композицию и внешний вид комплекса. Мавзолеи имеют бирюзовую отделку или покрыты темно-синей плиткой с цветочными орнаментами.
Шахи-Зинда — единственный в Самарканде археолого-архитектурный памятник, в котором, включая культурные напластования Афрасиаба, отразилась почти 25-вековая история города.
27 марта 1945 г. Совет народных комиссаров Узбекской ССР Постановлением № 410 передал из ведения Управления по делам архитектуры при Совете народных комиссаров Узбекской ССР в пользование Духовного управления мусульман Средней Азии и Казахстана семь самых посещаемых верующими (и ранее закрытых государством) мазаров, среди которых был Шахи-Зинда.
Захоронения на территории комплекса не проводились с 1977 года.

## Общая планировка
Входной портал комплекса является самым новым его сооружением. Внутренние здания ансамбля делятся на нижнюю, среднюю и верхнюю группы, которые соединены между собой арочно-купольными проходами — чартаками.
В нижней группе построек на террасе недалеко от входа располагается двухкупольный мавзолей. Средняя группа зданий состоит из группы мавзолеев времен Тимура, где похоронены его родственники и видные военные и религиозные деятели. Эти сооружения датируются последней четвертью XIV — началом XV веков. Среди них мавзолеи Эмир-заде (1386 г.), Туглу-Текин, племянницы Тимура Шади-Мульк-ака (Туркан-ака) (1371—1372 гг.) и сестры Тимура Ширин-бика-ака (1385—1386 гг.). Два последних мавзолея сохранились лучше всего. Главные фасады этих небольших однозальных построек скомпонованы в форме портала с богатым и красочным декором. Недалеко от мавзолея Ширин-бика-ака, заметно отличаясь от других сооружений, расположен восьмигранный мавзолей первой половины XV века с открытыми по сторонам проёмами. Он украшен мозаикой из глазурованных кирпичей и, вероятно, первоначально был перекрыт куполом на высоком цилиндрическом барабане.
Центром всего ансамбля является комплекс Кусам ибн-Аббаса, включающий несколько зданий, среди которых наиболее древние — мавзолей Кусам ибн-Аббаса и мечеть XVI века. К комплексу ведёт дверь с датой 1404—1405 гг., украшенная резьбой и первоначально инкрустированная слоновой костью.
Верхняя группа построек включает три стоящих напротив друг друга мавзолея, как бы состязающихся красотой облицовок и образующих очаровательный затененный дворик. Северная часть двора замыкается мавзолеем Ходжа-Ахмада, построенным ещё в дотимуровское время примерно в 1340-е годы. Восточная и западная стороны этого дворика окружены безымянным мавзолеем 1360—1361 гг. и мавзолеем Туман-ака начала XV века.
В 2004—2005 гг. по распоряжению правительства Узбекистана комплекс Шахи-Зинда подвергся глобальной реставрации, во время которой забор улочки мавзолеев, возвышающийся по правой стороне дорожки, убрали для того, чтобы открыть пространство, на котором обнаружены мечеть, медресе раннего Средневековья (XI в.) и следы более ранних мавзолеев.

## Список сооружений ансамбля

### Мавзолеи
- Кусама ибн Аббаса (1334 г.), декор XV века
- Мавзолей знатной дамы, 1360/61 г.
- Шади-Мульк-ака («Туркан-ака»), 1371/72 г., зодчие Шамседдин, Бареддин и Зайнуддин Бухари)
- Ширин-бика-ака, 1385/86 г.
- Эмир-заде, 1386 г.
- Ходжа-Ахмада, XIV века
- Двухкупольный мавзолей, первая треть XV в.
- Туглу-Текин (1376 г.)
- Восьмигранник (1-я треть XV века)
- Безымянный мавзолей № 1 (Али Несефи) (вторая половина XIV века)
- Безымянный мавзолей № 2 (вторая половина XIV века)
- Эмира Бурундука (80-е годы XIV века)
- Мавзолей и поминальная мечеть Туман-ака (1405 г.)

### Прочие сооружения
- Чартак Абдал-Азиса (1434/1435 г.)
- Медресе Давлета Кушбеги (1813 г.)
- Летняя мечеть (1909/1910 г.)
- Верхний чартак (ок. 1405 г.)
- Медресе Кусамийа

## Галерея

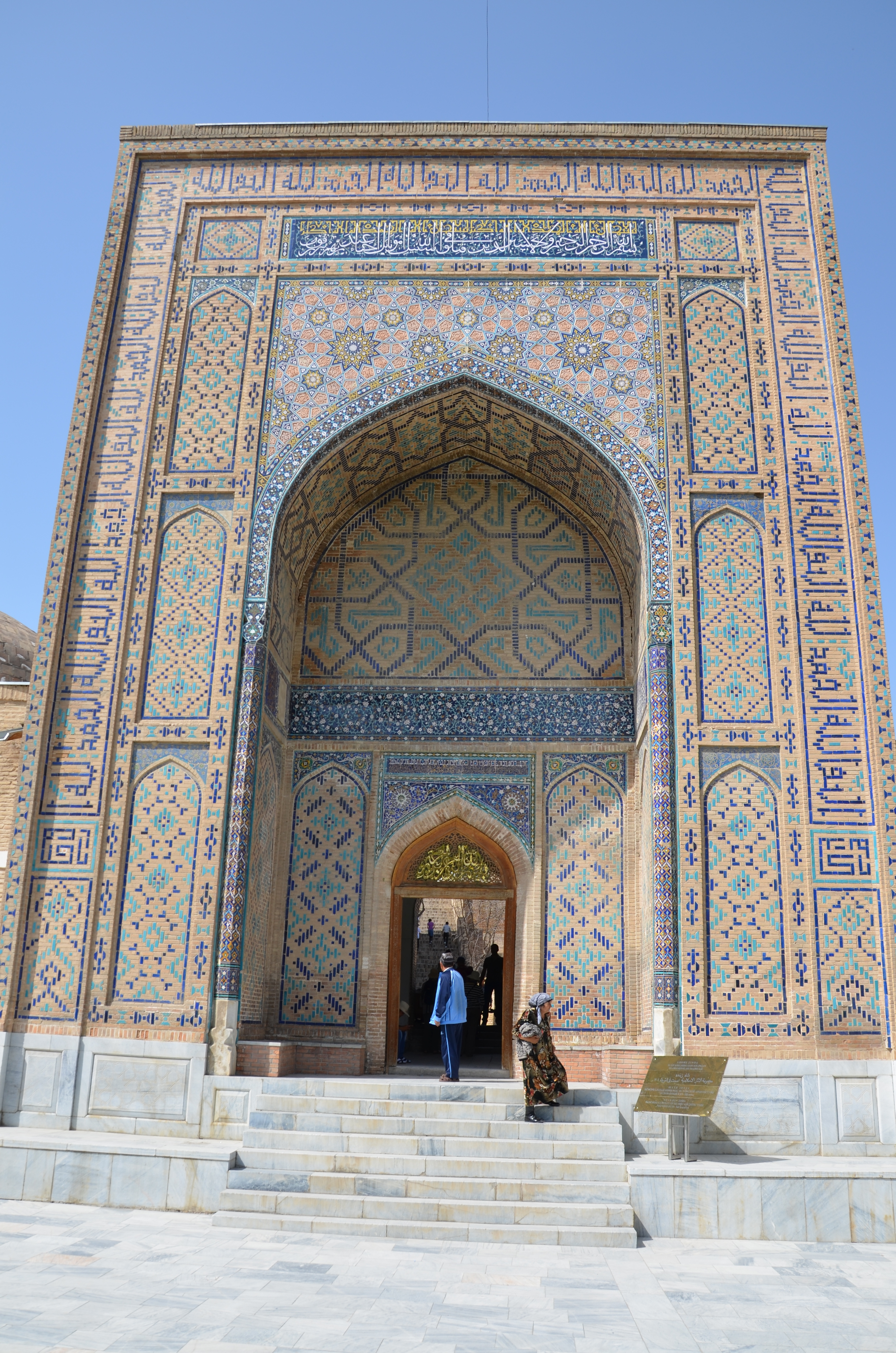
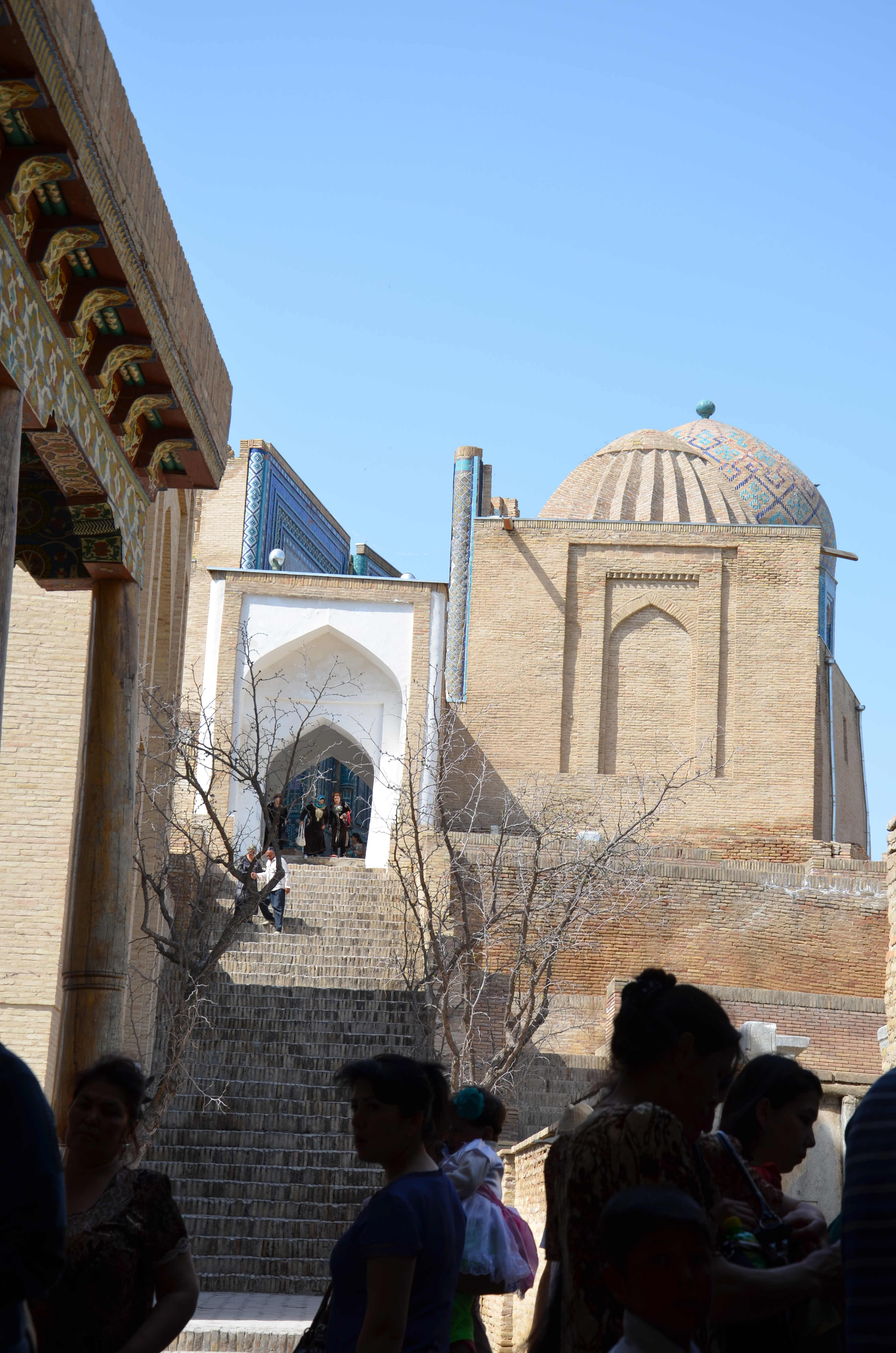
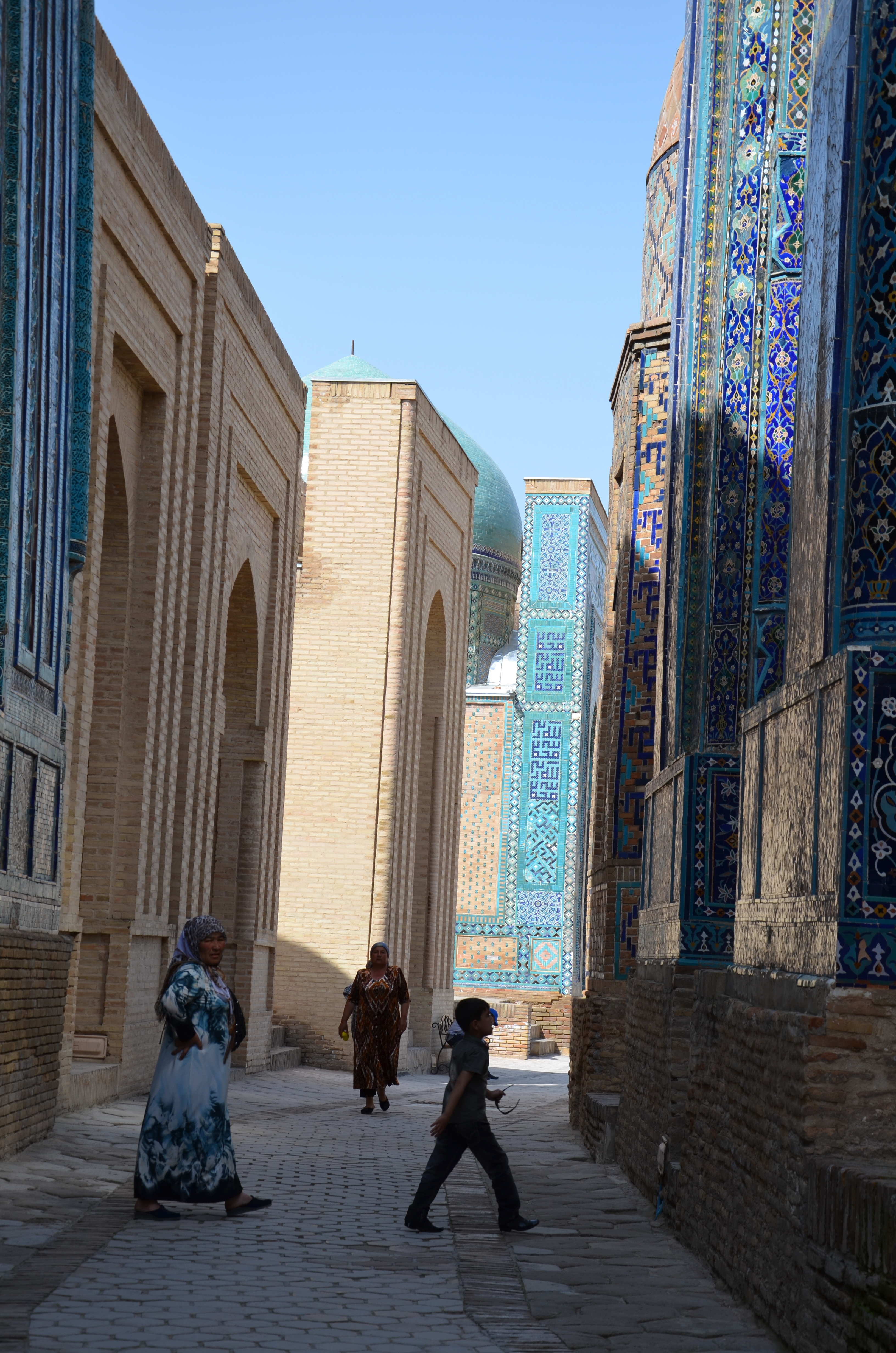
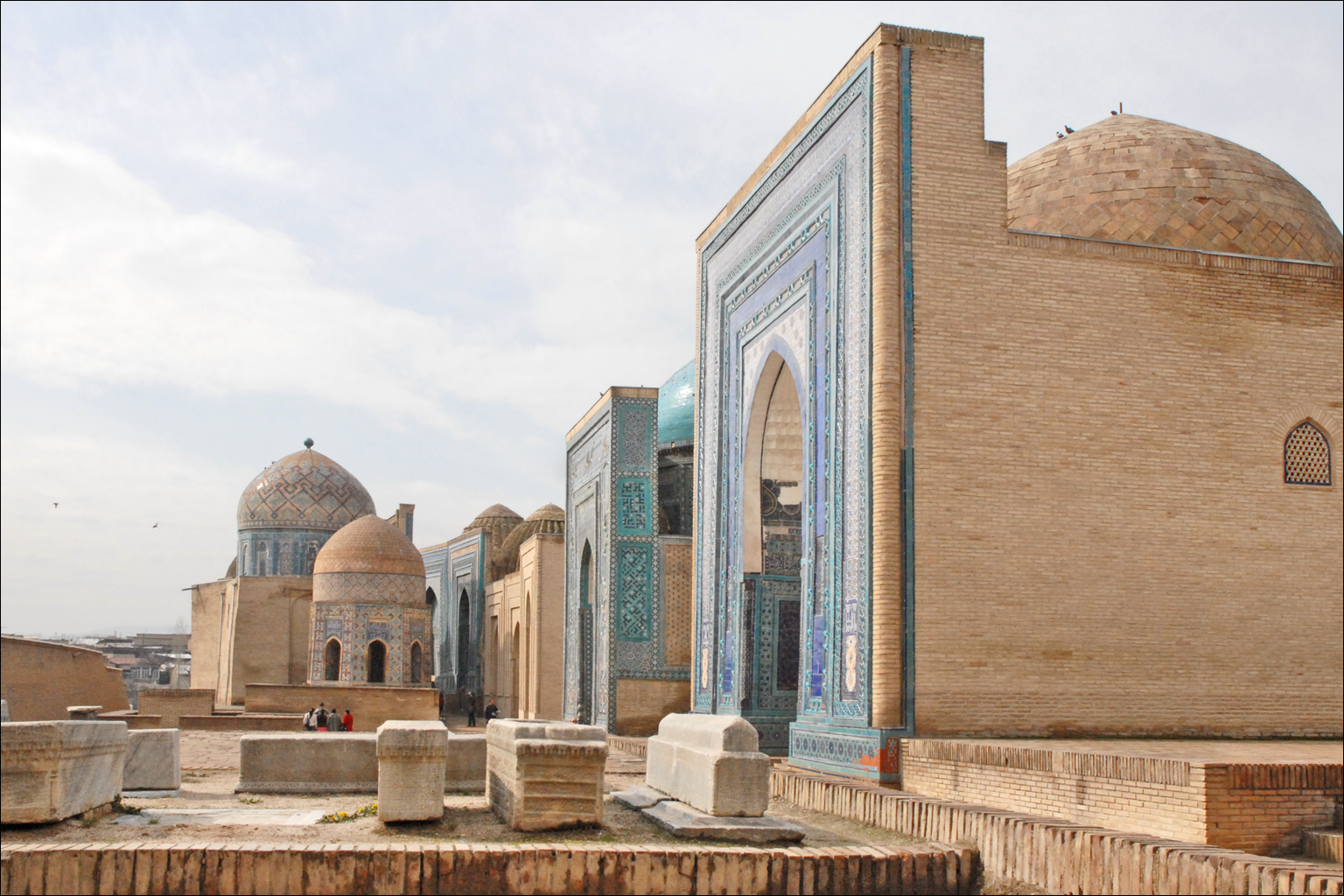
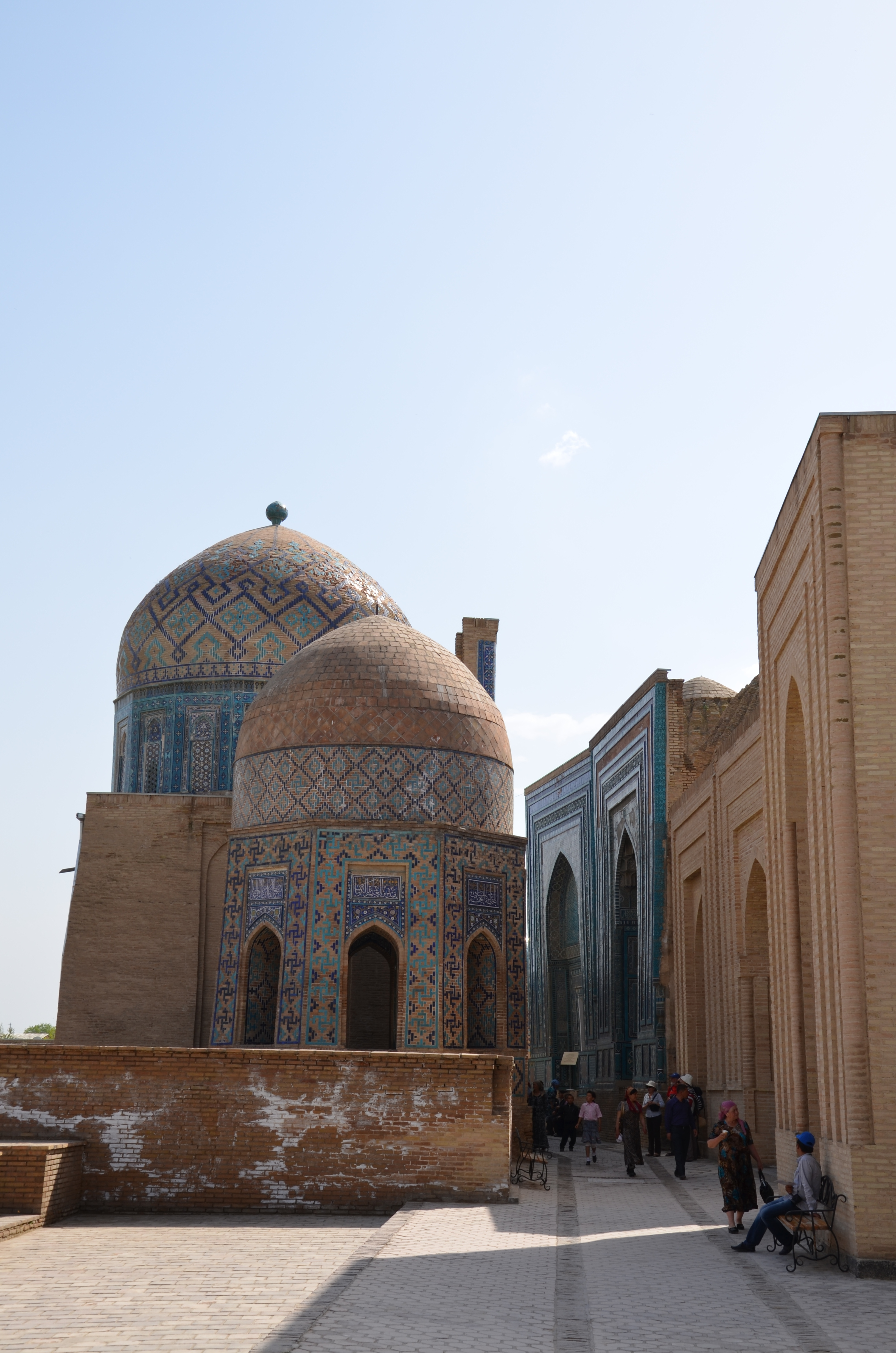
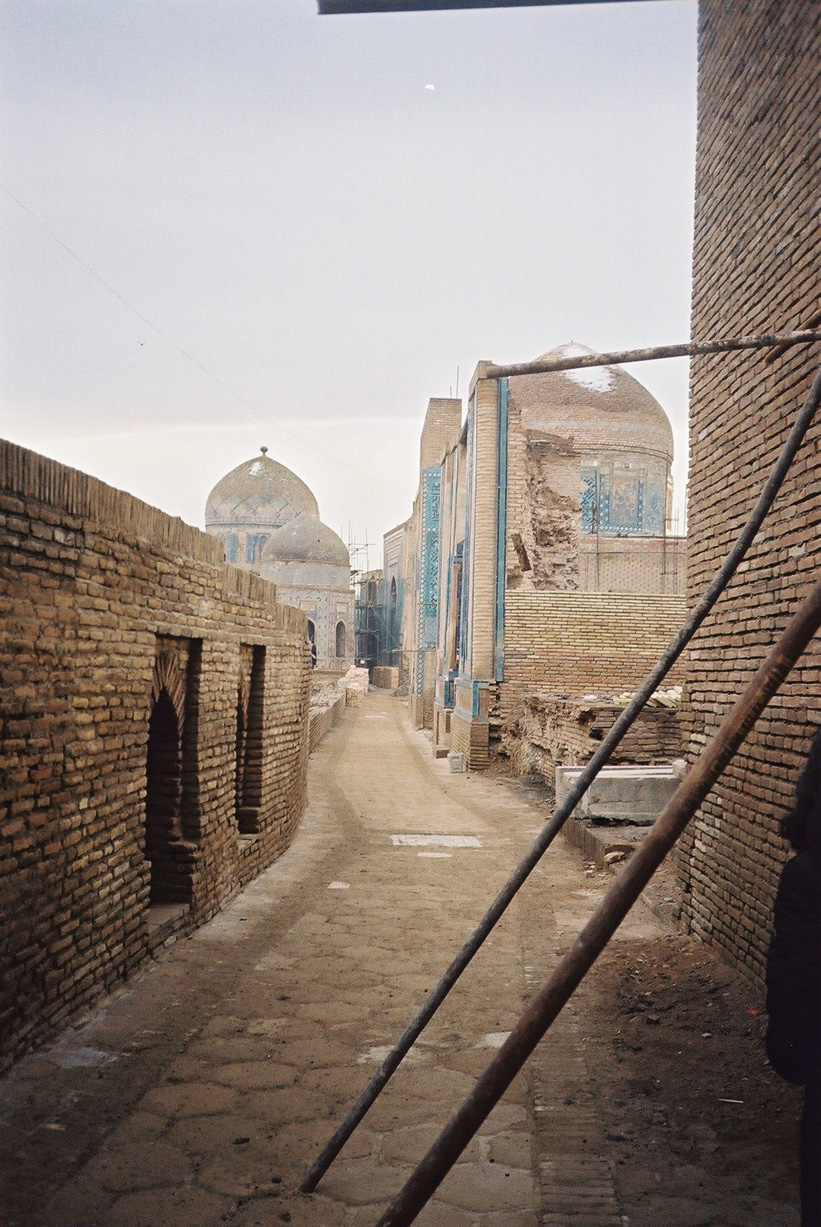
Один из проходов между мавзолеями
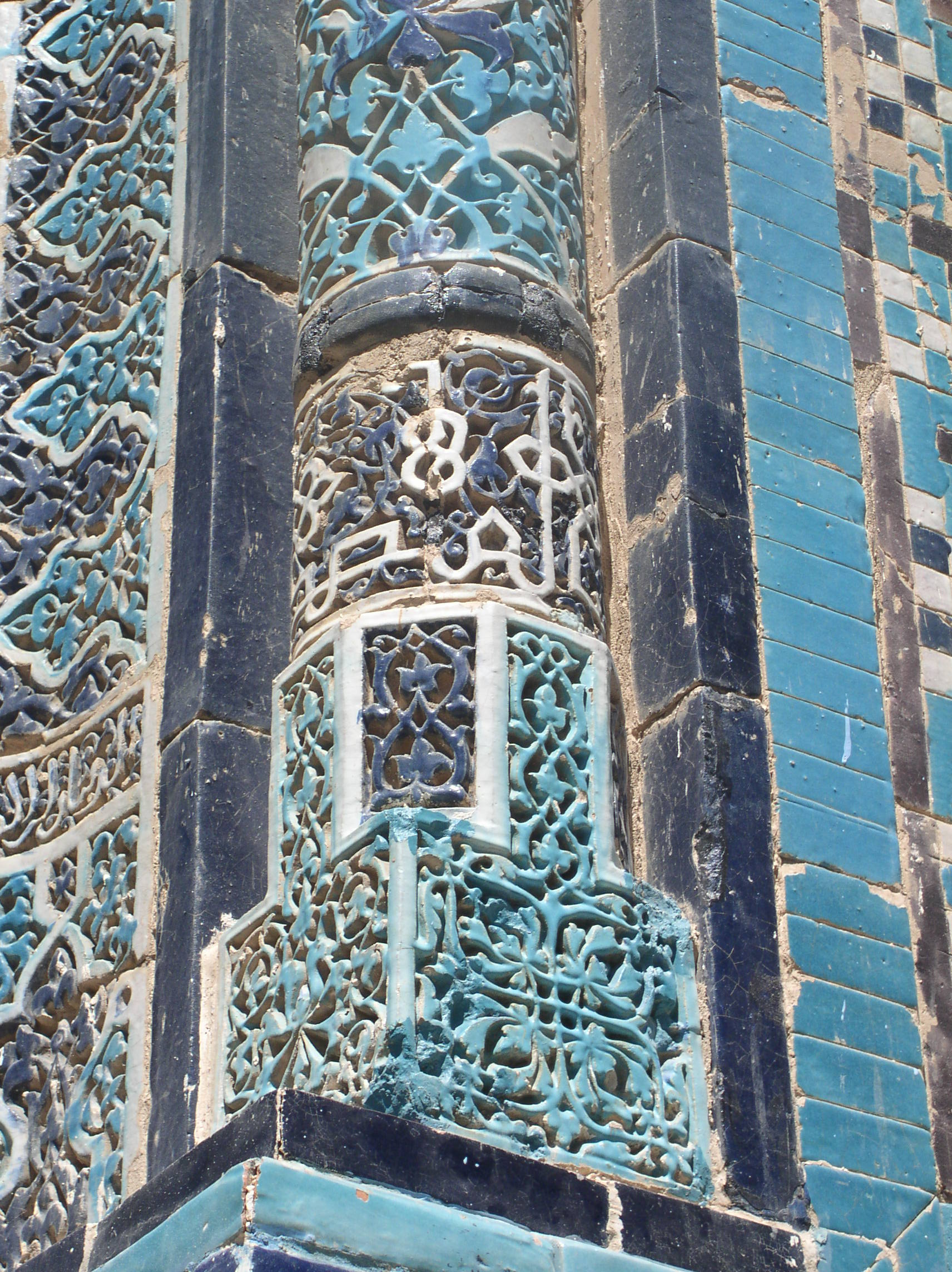
Фрагмент колонны мавзолея Туглу-Текин
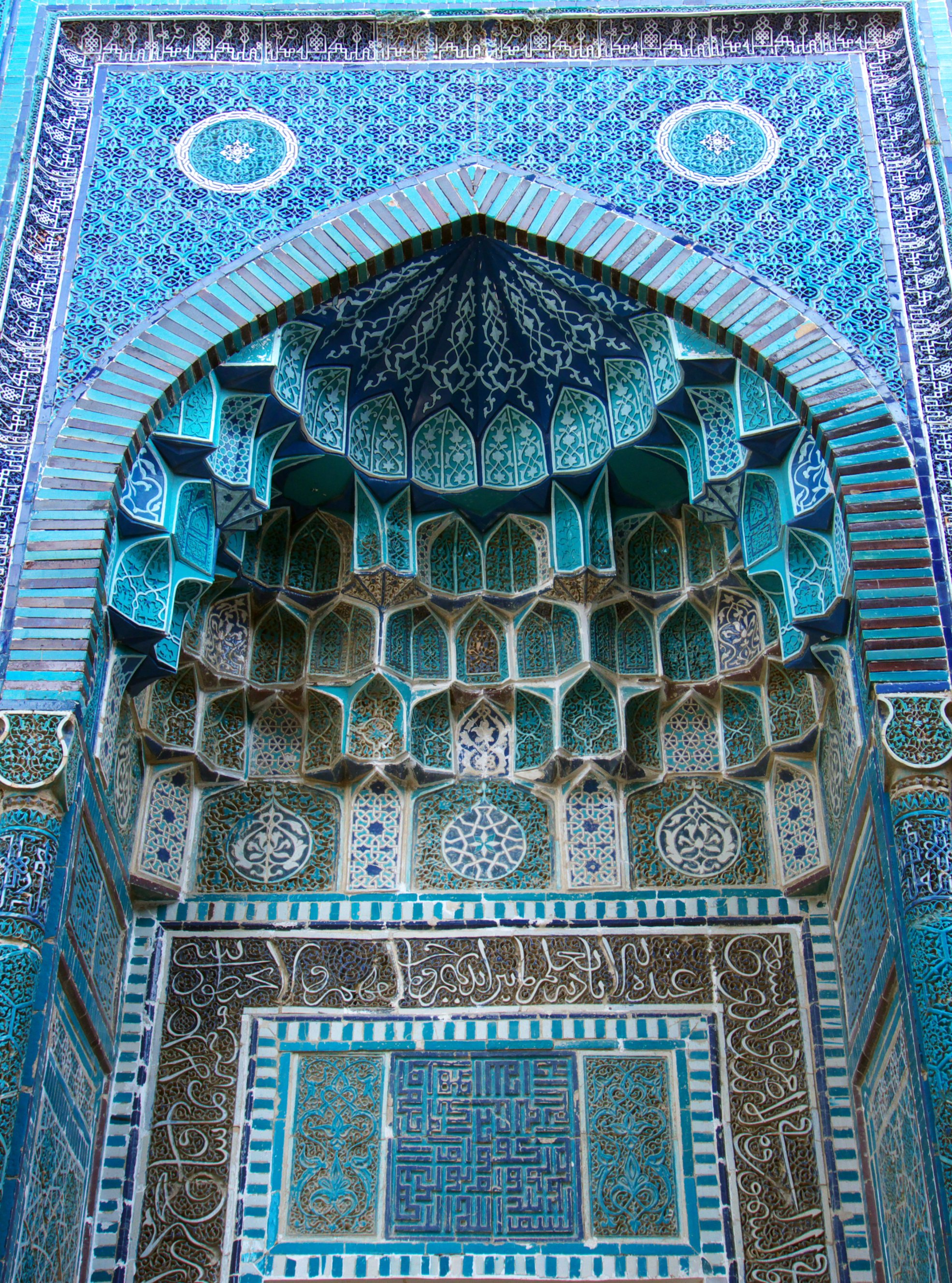
Фрагмент мавзолея знатной дамы

### Шахи-Зинда в начале XX века
Фотографии С. М. Прокудина-Горского

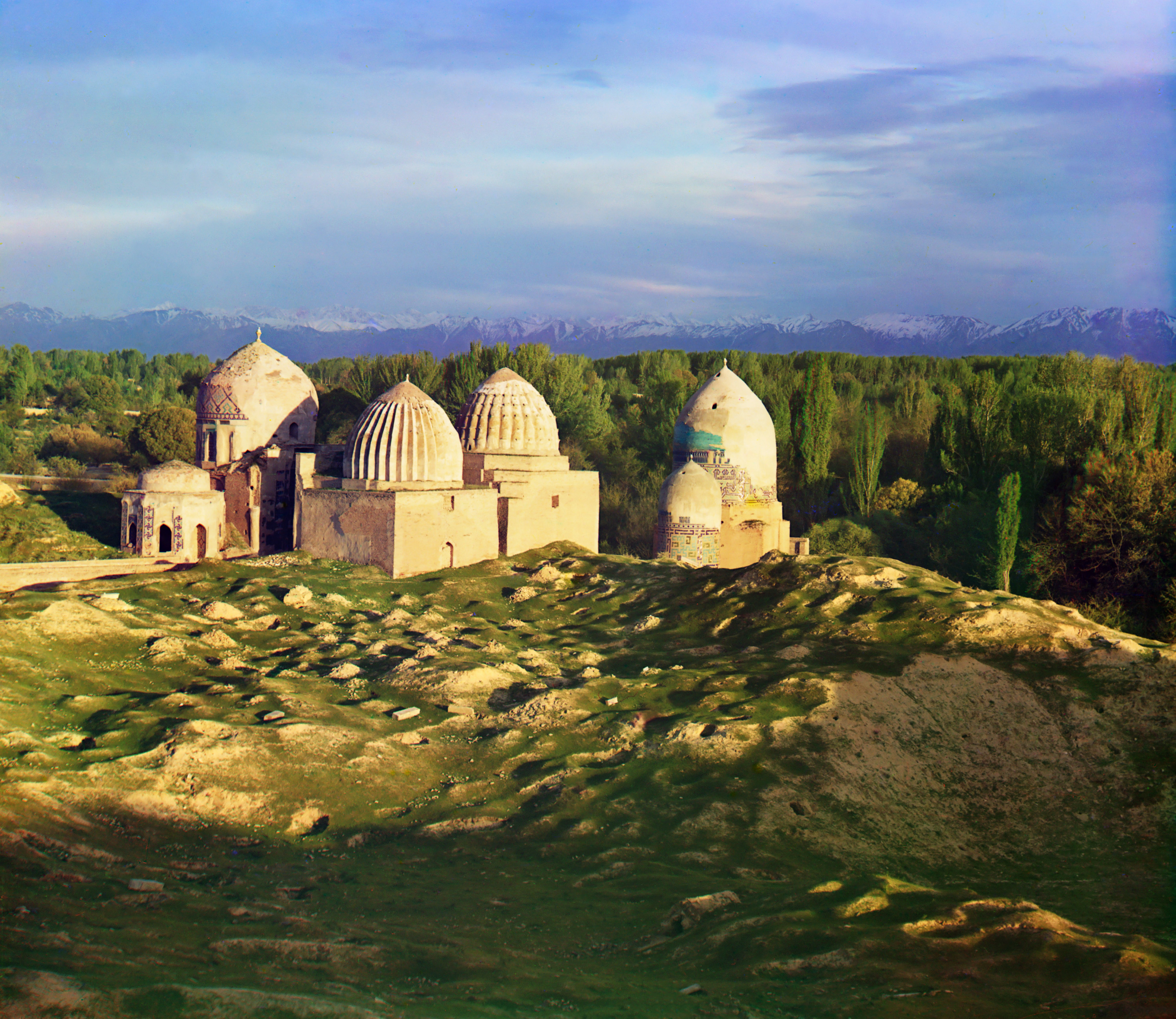
Шахи-Зинда
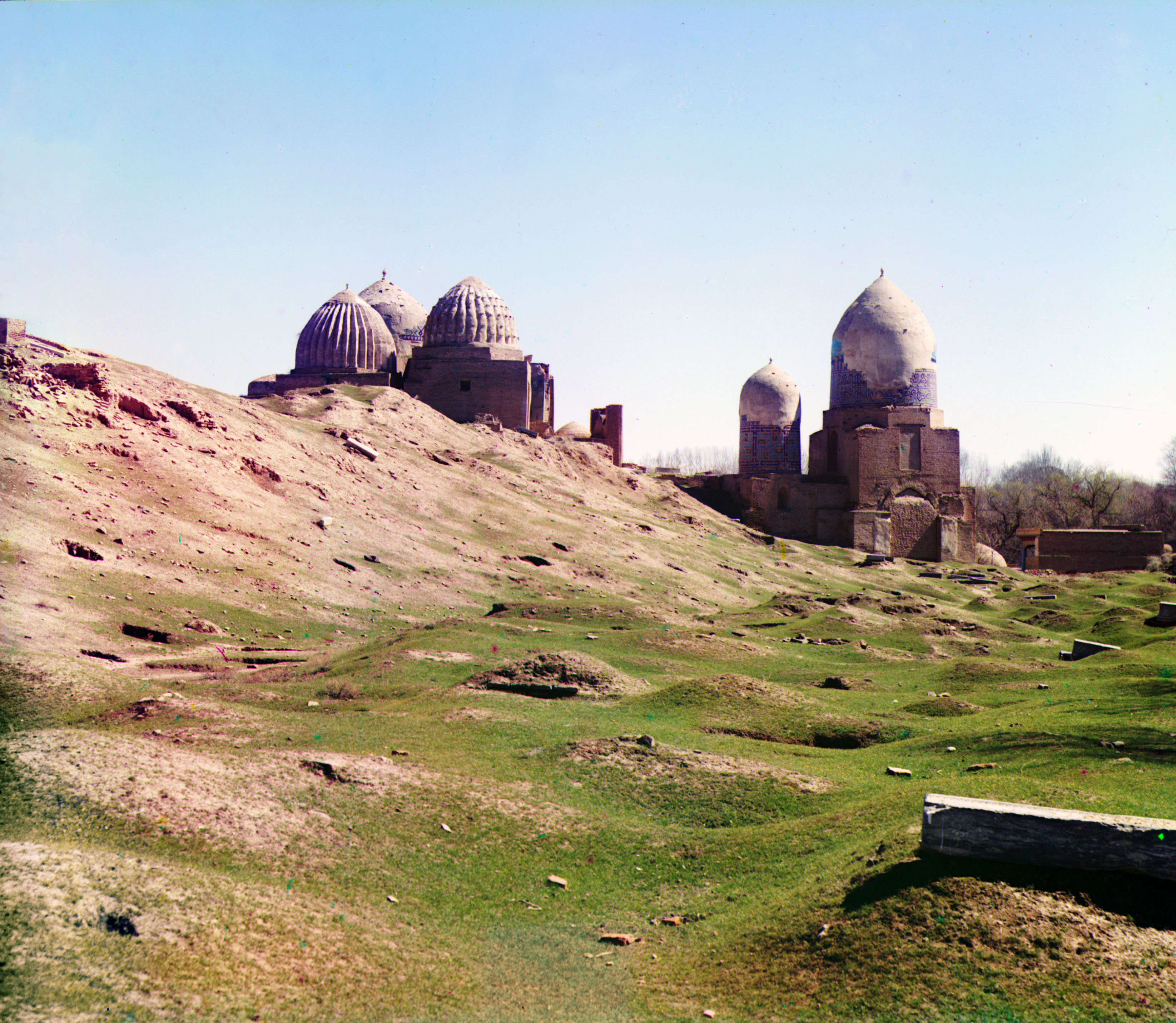
Общий вид Шахи-Зинда с северо-запада
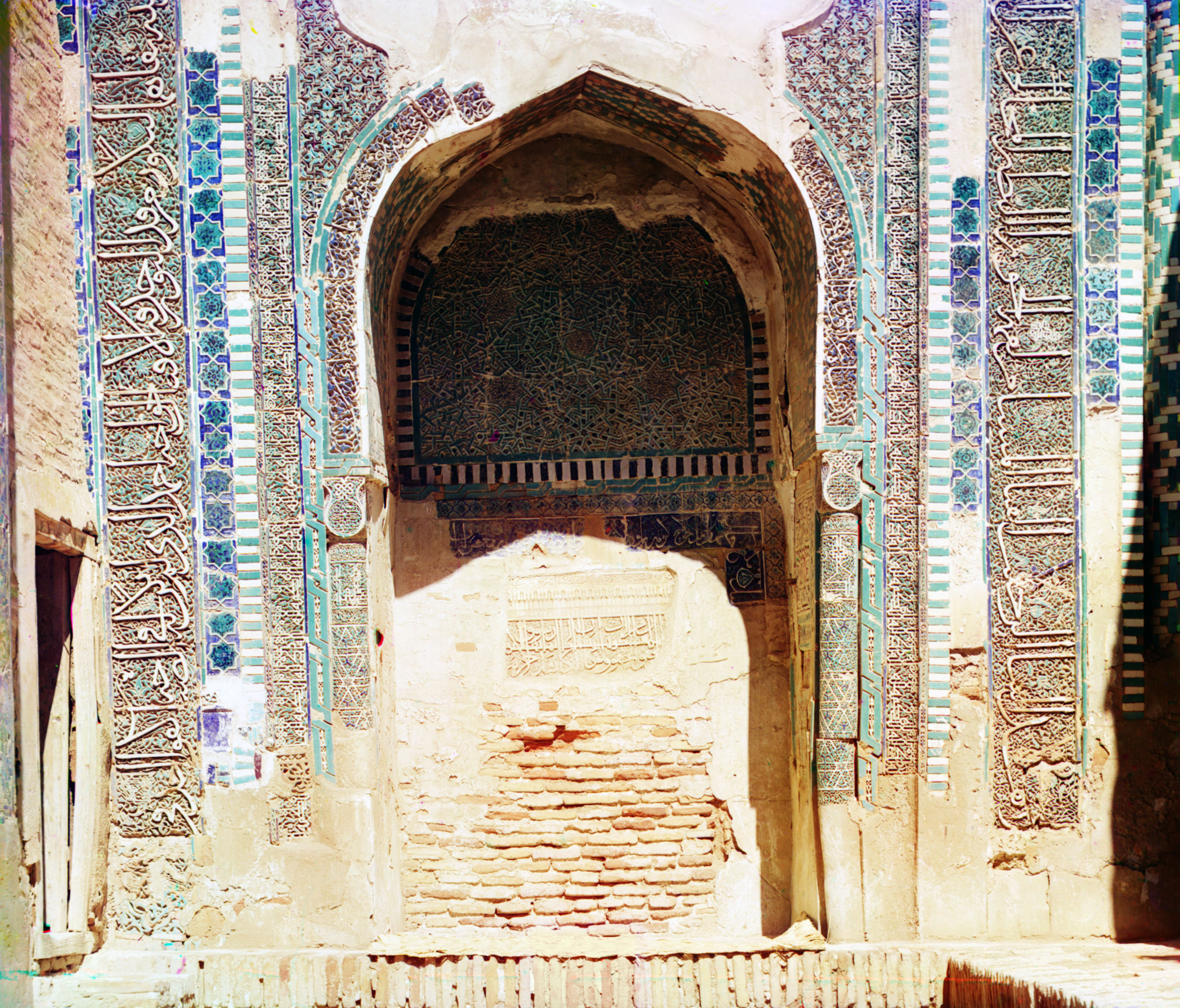
Ниша задней стены в Проходе Мёртвых
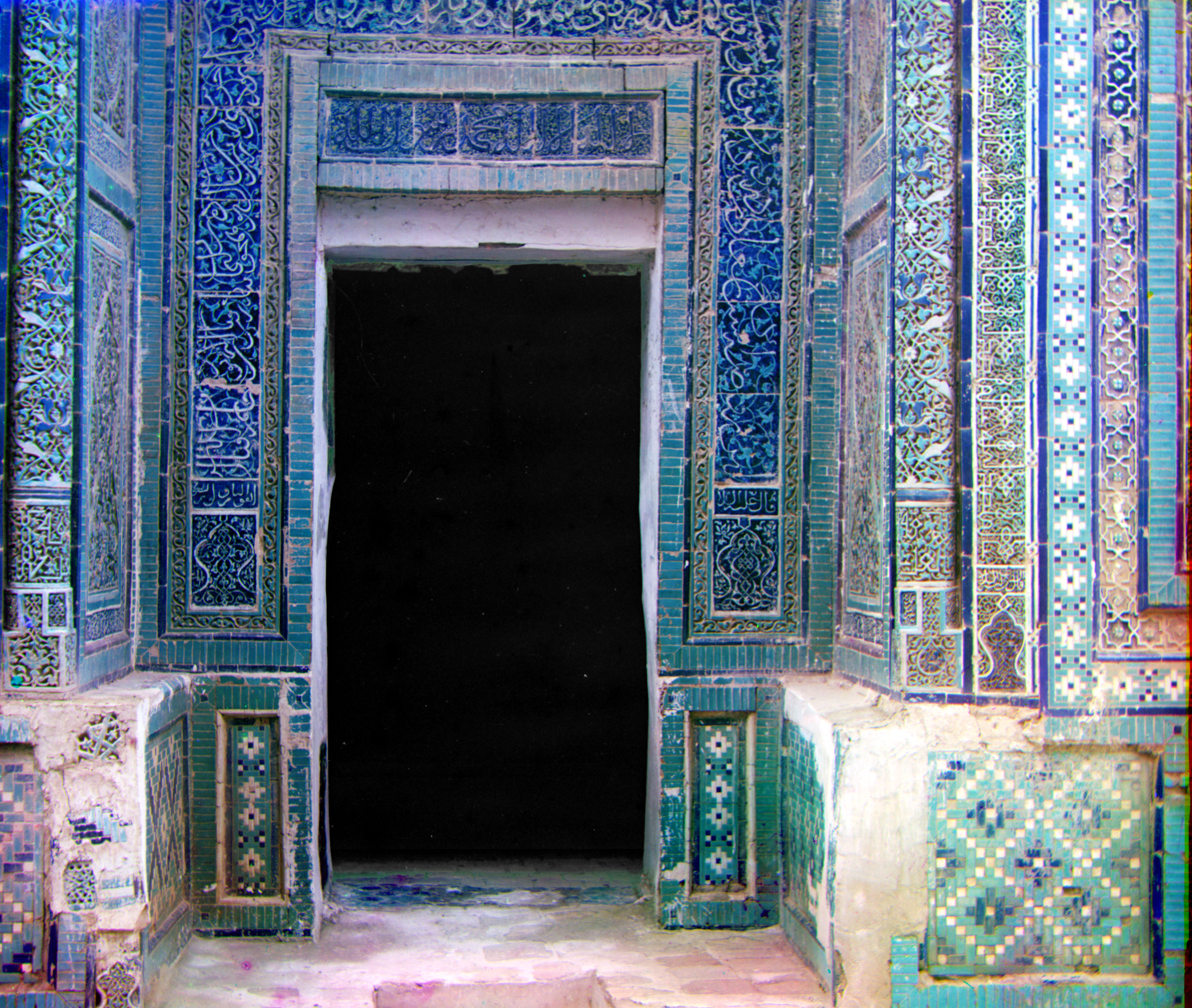
Образцы мозаичных стен в Шахи-Зинда
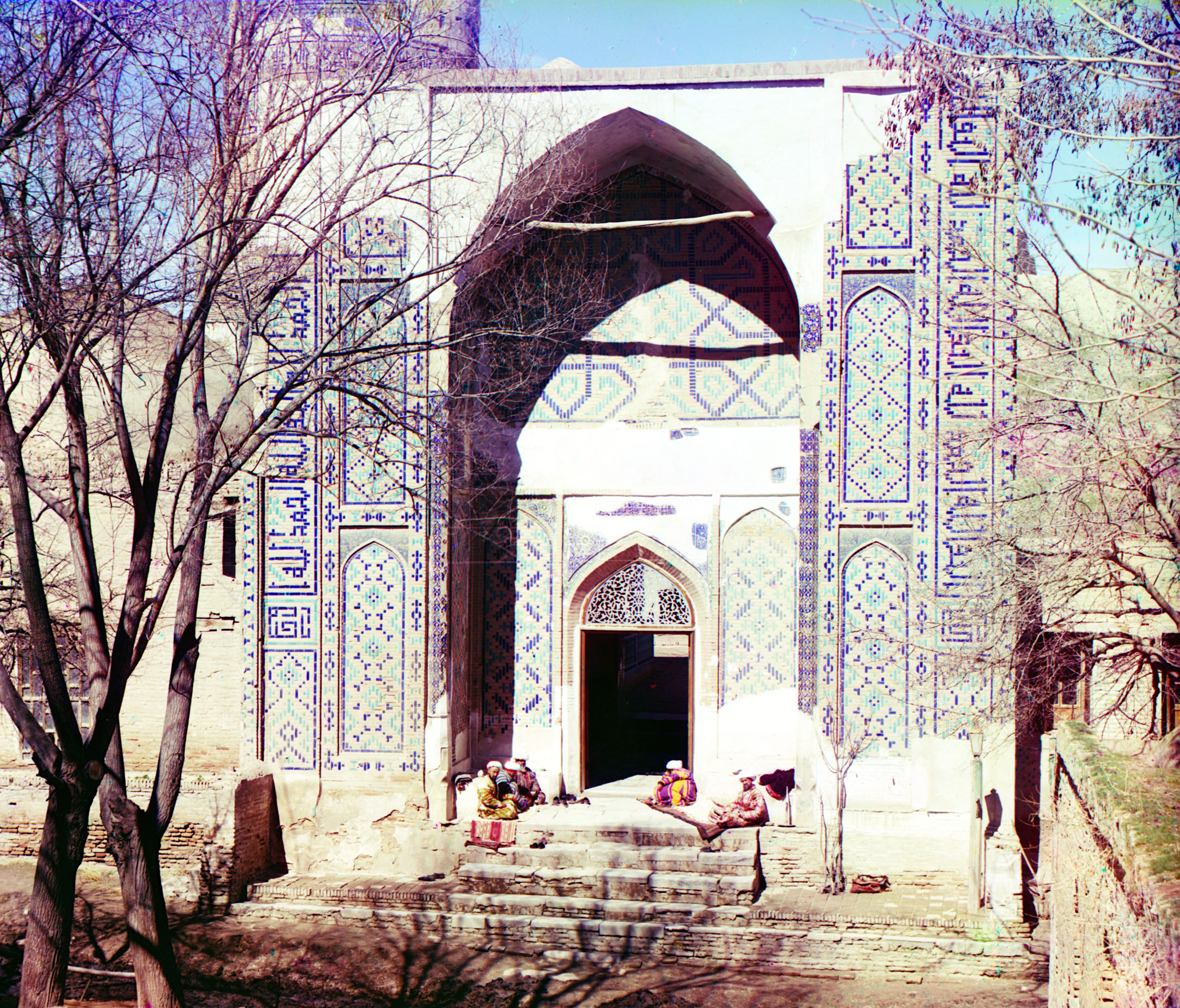
Главный вход в Шахи-Зинда
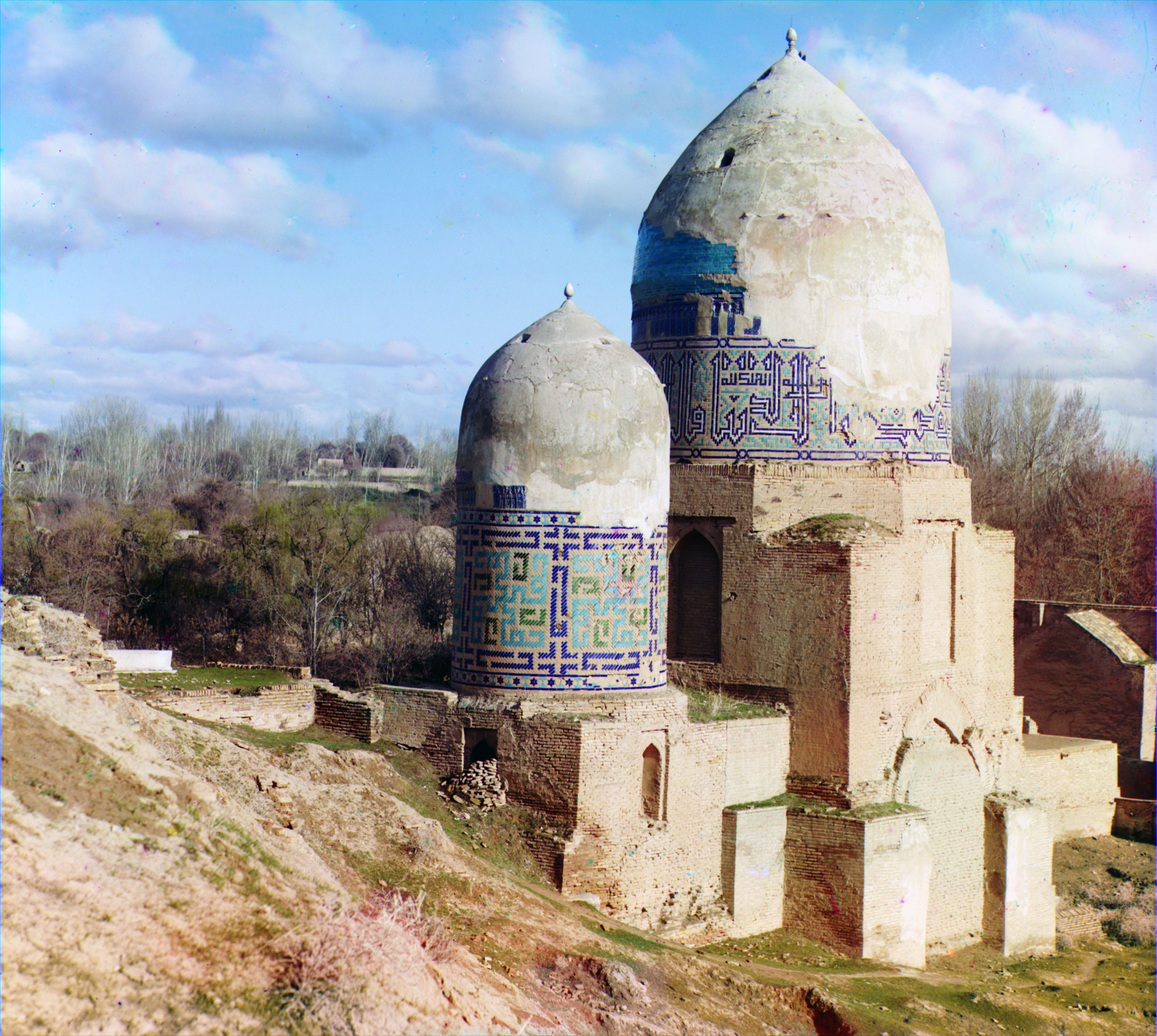
Шахи-Зинда. Вид с северо-запада
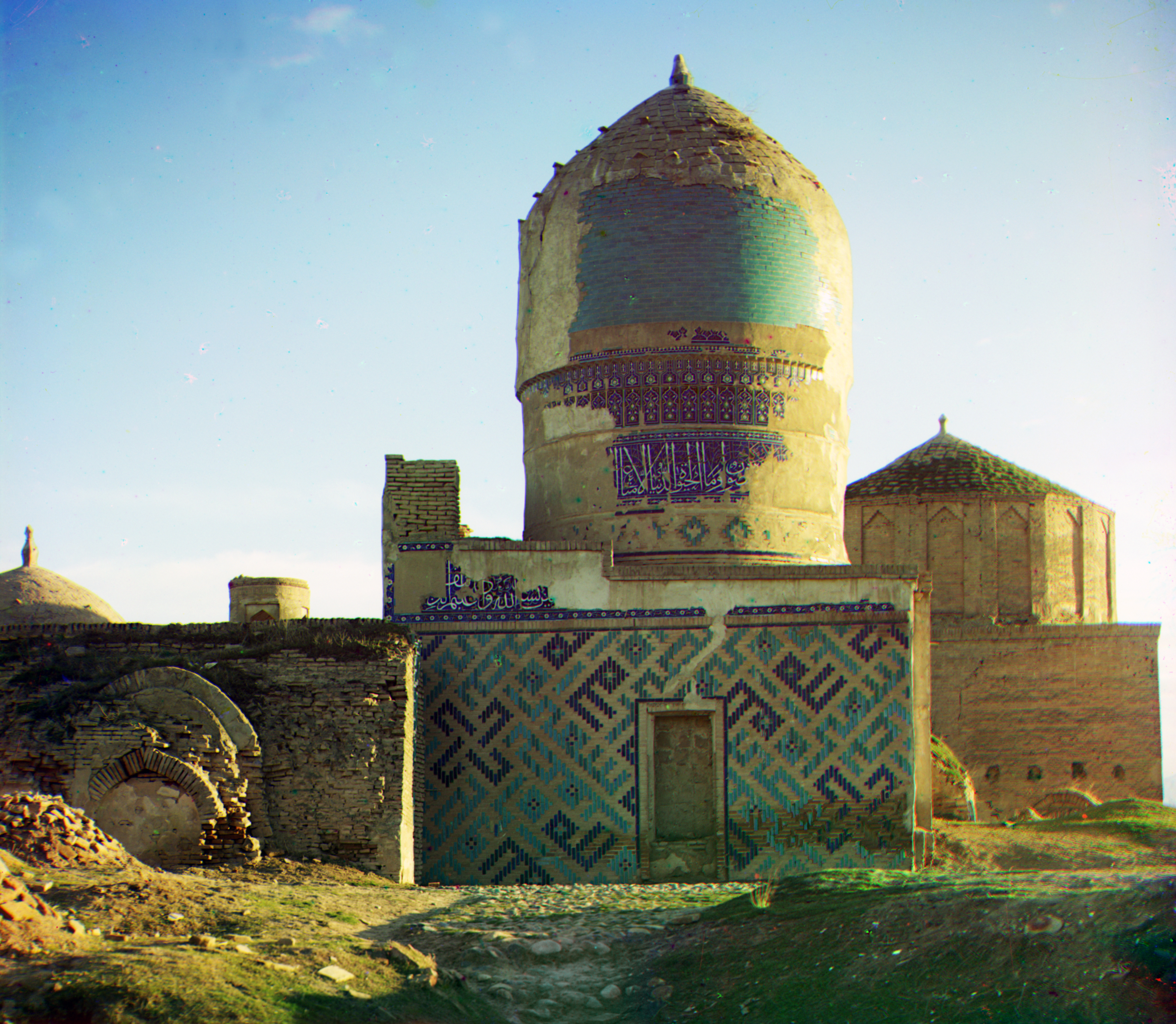
Мавзолей Кутлук-ока - третьей жены Тамерлана
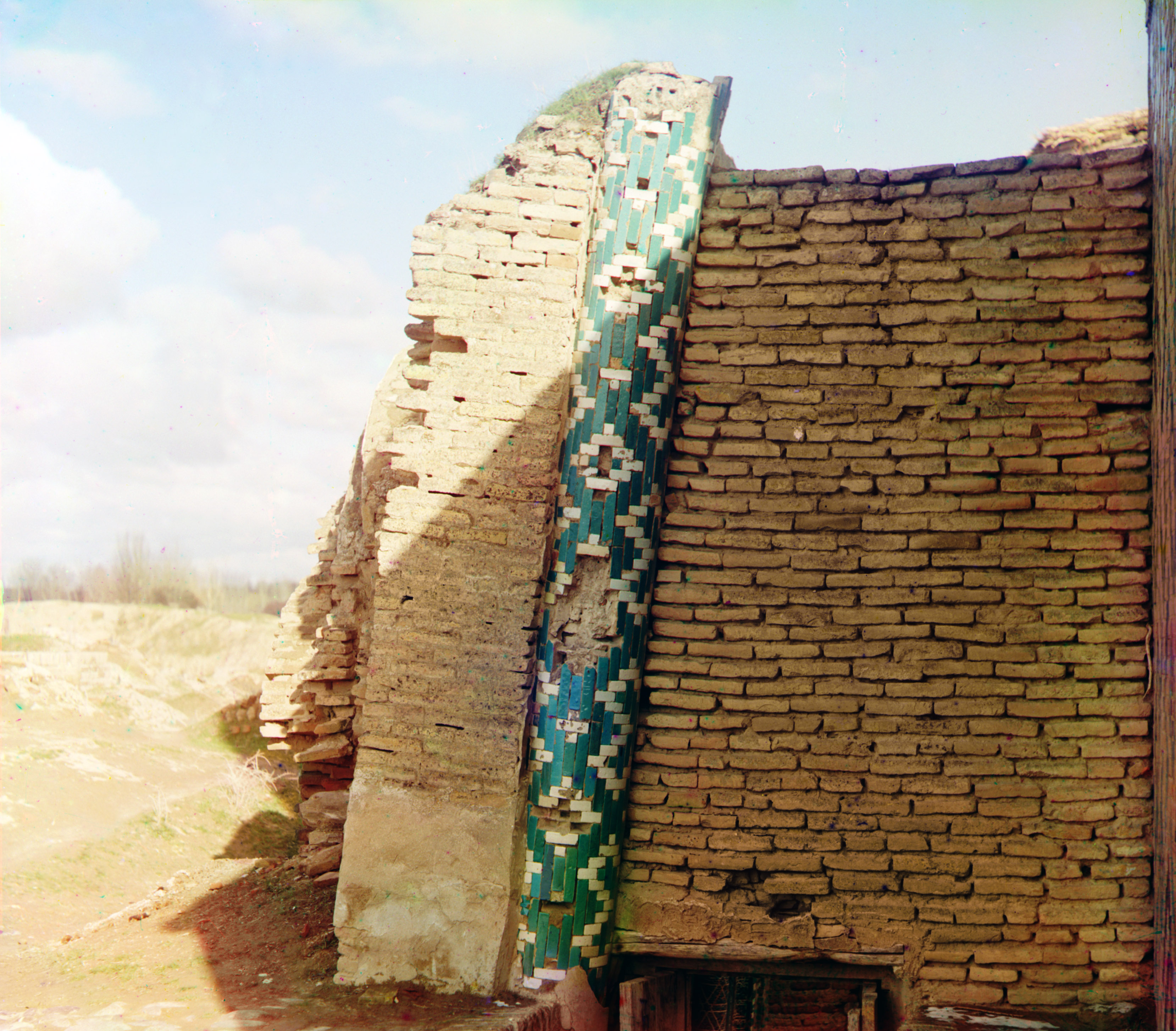
Колонка снаружи с противоположной от входа стороны
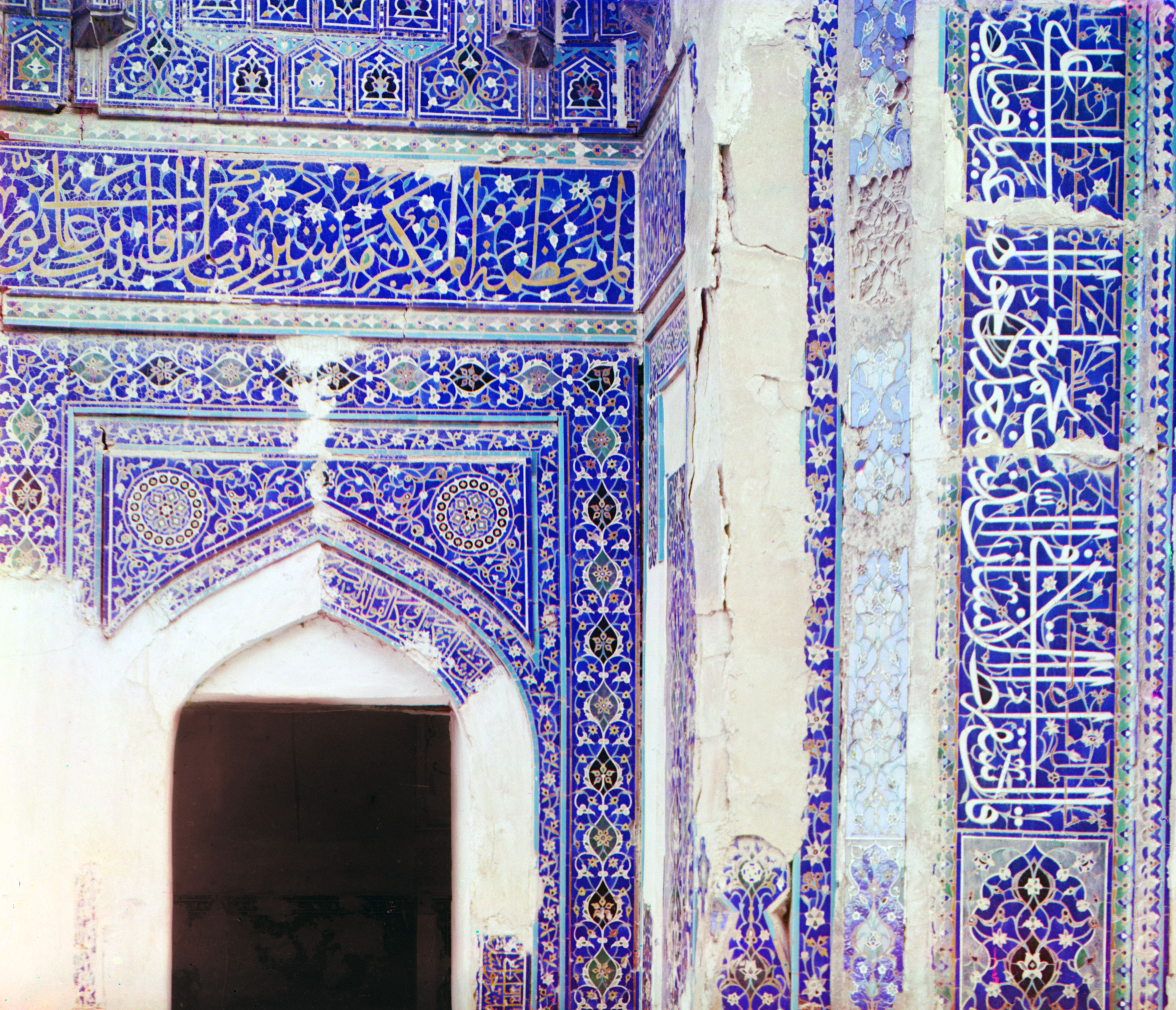
Образцы мозаичных стен в Шахи-Зинда. Фрагмент портальной ниши мавзолея Ширин-бек-Ака
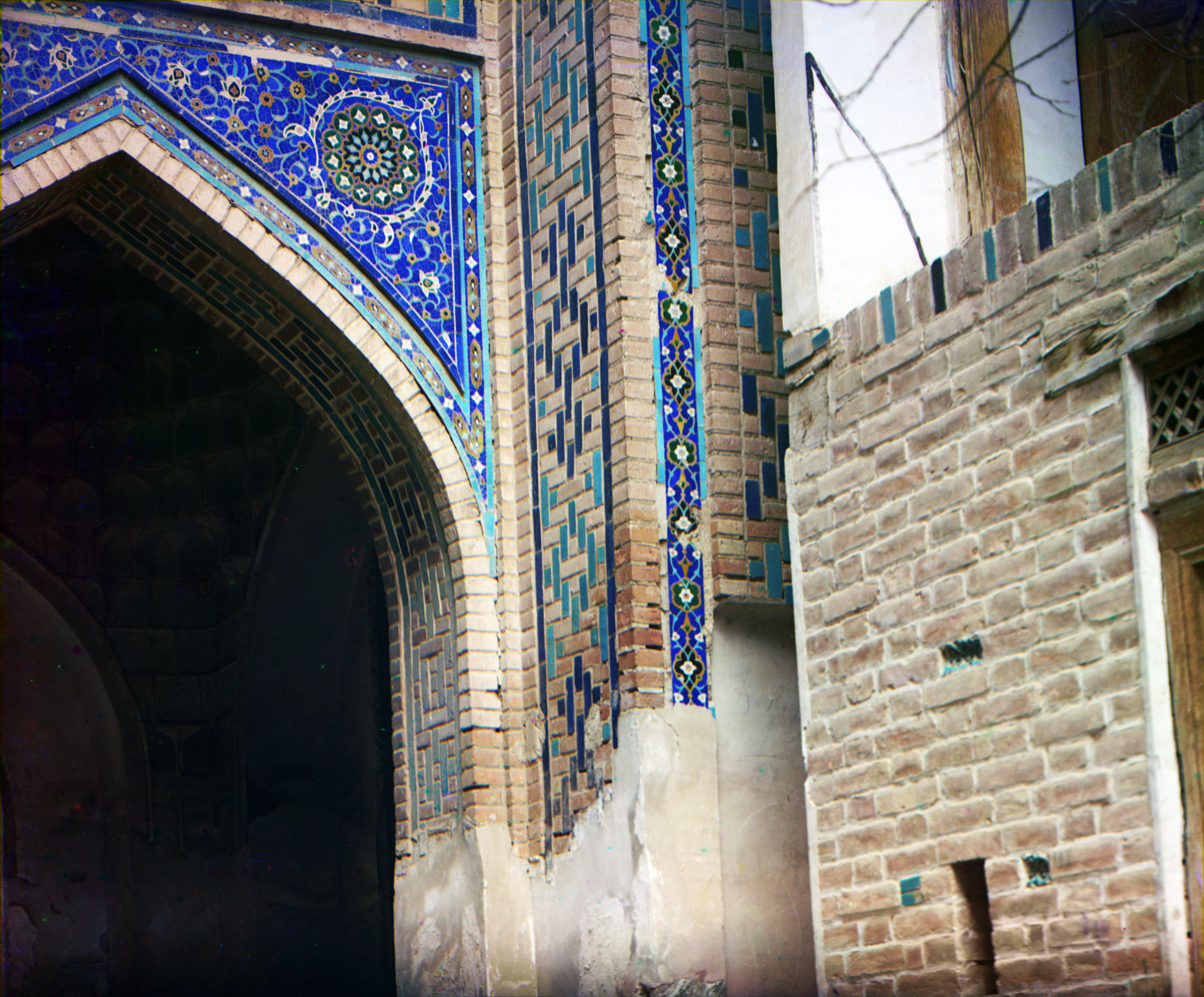
Проход мёртвых. Деталь над входом третьего чортака